# En nydelig Ægtemand
En nydelig Ægtemand er en dansk stumfilm fra 1914, der er instrueret af Eduard Schnedler-Sørensen efter manuskript af Paul Sarauw.

## Handling
Denne artikel mangler et handlingsreferat. Hjælp os med at skrive det.

## Medvirkende
- Oscar Stribolt - Descombes, konsul
- Johanne Fritz-Petersen - Mme. Descombes, konsulens frue
- Bertel Krause - Louis XXVIII, regerende fyrste
- Lauritz Olsen - D'Artagnau, fyrstens adjudant
- Carl Alstrup - Jean, tjener hos Descombes
- Olga Svendsen - Antoinette, pige hos Descombes
- Agnes Andersen - Lulu, en pige med let moral
- Holger Syndergaard
- Paula Ruff
- Oluf Billesborg
- Franz Skondrup
- Ingeborg Jensen
- Ebba Lorentzen